# Schwedische Sprache

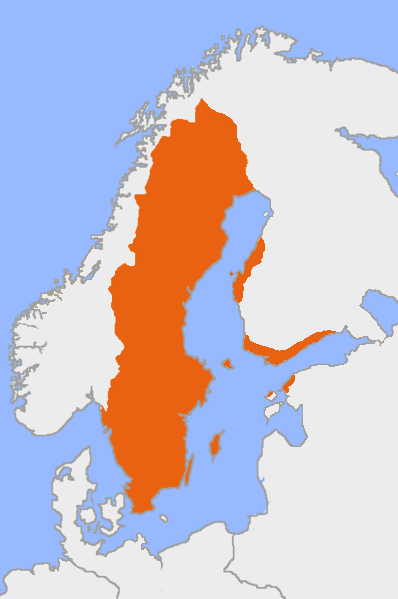
Verbreitung der schwedischen Sprache

Die schwedische Sprache oder Schwedisch (Eigenbezeichnung: svenskaⓘ) gehört zum östlichen Zweig der nordgermanischen Sprachen. Damit ist das Schwedische auch Teil der indoeuropäischen Sprachfamilie. Das Schwedische ist am nächsten verwandt mit dem Dänischen und stammt wie die anderen nordgermanischen Sprachen vom Altnordischen ab, das die Sprache der Germanen in Skandinavien war.
Als Amtssprache in Schweden und Finnland und mit zwei Zentren der Standardisierung ist Schwedisch eine plurizentrische Sprache.

## Herkunft und Verwandtschaft
Schwedisch ist eine indoeuropäische Sprache, die zum nordgermanischen Zweig der germanischen Sprachen gehört. Zusammen mit dem Dänischen gehört es zur ostnordischen Sprachgruppe, die sich von den westnordischen Sprachen (Färöisch, Isländisch und Norwegisch) durch das Vorkommen jüngerer Monophthonge statt der älteren Diphthonge unterscheidet:
| Schwedisch | Dänisch | Norwegisch (Bokmål) | Norwegisch (Nynorsk) | Färöisch | Isländisch | Deutsch                    |
| ---------- | ------- | ------------------- | -------------------- | -------- | ---------- | -------------------------- |
| jag        | jeg     | jeg                 | eg                   | eg       | ég         | ich                        |
| öga(t)     | øje(t)  | øye(t)              | auga                 | eyga(ð)  | auga(ð)    | (das) Auge                 |
| ben(et)    | ben(et) | ben(et)             | bein(et)             | bein(ið) | bein(ið)   | (das) Bein / (der) Knochen |

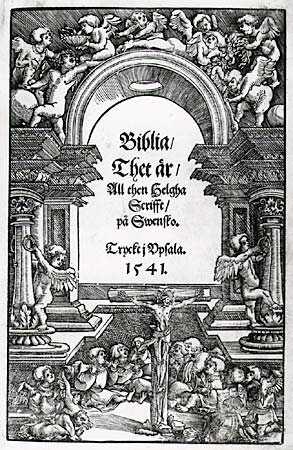
Titelseite der ersten schwedischen Bibelübersetzung von 1541

Auga, eyga und bein zeigen die erhaltenen Diphthonge im Nynorsk, Färöischen und Isländischen, denen die monophthongierten Formen öga, øje und ben im Schwedischen, Dänischen und Bokmål gegenüberstehen (dänisch øje zeigt nur sekundären Diphthong infolge der Entwicklung von /g/ zu /j/; der Laut /ø/ ist das Monophthongierungsprodukt aus germanisch *au). Umgekehrt zeigt jag, jeg im Schwedischen, Dänischen und Bokmål Brechung, wogegen Nynorsk, Färöisch und Isländisch den ungebrochenen Laut bewahrt haben.
Eine auf die modernen Sprachen bezogene Gliederung unterteilt die skandinavischen Sprachen in eine festlandskandinavische Gruppe (Schwedisch, Dänisch, Norwegisch (Bokmål und Nynorsk)) und eine inselskandinavische Variante mit Färöisch und Isländisch. Diese Unterscheidung gibt wieder, dass Isländisch und Färöisch ein stark abweichendes Laut- und Formensystem kennen und sich auch im Wortschatz vom Festlandskandinavischen deutlich unterscheiden. Ersteres liegt unter anderem in der geografischen Isolation Islands und der Färöer begründet, Letzteres unter anderem in der deutlich stärkeren Beeinflussung des Schwedischen, Dänischen und Norwegischen durch das Niederdeutsche der Hanse.
Aufgrund ihrer großen strukturellen Ähnlichkeit und der gegenseitigen Verständlichkeit zumindest geschriebener Texte können die festlandskandinavischen Sprachen linguistisch als „Dialekte“ des „Gemeinskandinavischen“ aufgefasst werden. Viele Dialekte können linguistisch nicht eindeutig einer der Nationalsprachen zugewiesen werden. So ähneln die Dialekte in Dalarna und Jämtland denen auf der norwegischen Seite der Grenze. Bestimmte grammatische Phänomene eines Dialektes können der Standardsprache einer anderen Nationalsprache angehören.
Ab mittelalterlicher Zeit eingetretene Entwicklungen haben aber dennoch zu den heutigen eigenständigen Sprachen geführt. Im Süden Skandinaviens, im nachmaligen Dänemark und in Schonen, zeigten sich schon zwischen 1100 und 1350 im Bereich des Lautsystems und der Wortbeugung die wichtigsten derjenigen Züge, die Dänisch von Schwedisch bis heute unterscheiden, wie beispielsweise die Abschwächung unbetonter Vokale zu /ə/ und die Schwächung von /p/, /t/, /k/ zu /b/, /d/, /g/; auch die starke Vereinfachung des Flexionssystems fand in Dänemark Jahrhunderte früher statt als in Schweden. Die im heutigen Schweden gesprochene Sprache blieb länger dem altnordischen Sprachsystem verhaftet; erst in der Zeit zwischen 1375 und 1526 fanden solche durchgreifende Veränderungen in Wortschatz, Schriftsprache, Wortbeugung und Lautsystem statt, die schließlich zum heutigen Schwedisch führten.
Während des Mittelalters unterlag das Schwedische, wie auch die dänische und die norwegische Sprache, prägenden Einflüssen aus dem Mittelniederdeutschen der Hanse. In der Neuzeit kamen Einflüsse des Hochdeutschen hinzu, teils durch den Handel mit den Ländern des deutschen Sprachraums und des Baltikums, teils durch den Dreißigjährigen Krieg und die daraus zurückkehrenden Soldaten, was besonders durch die vielen Lehnwörter im Militärjargon sichtbar wird. Doch auch die Dominanz der deutschen Sprache in manchen Wissenschaften prägte den schwedischen Wortschatz. Umgekehrt hinterließ die schwedische Sprache während der lange anhaltenden schwedischen Herrschaft über Vorpommern gewisse Einflüsse auf den dortigen niederdeutschen Dialekt, beispielsweise Lingon für die Preiselbeere und Brüllup für die Hochzeitsfeier.
Die Geschichte der modernen schwedischen Sprache beginnt mit der Verbreitung der Buchdruckerkunst und der Reformation. Nachdem Schweden unter Gustav I. Wasa seine Unabhängigkeit von Dänemark wiedererlangt hatte, führte dieser Herrscher die lutherische Reformation im Land ein. 1541 erschien mit der Gustav-Wasa-Bibel die erste vollständige Bibelübersetzung in schwedischer Sprache, verfasst von Laurentius Andreae und Olaus sowie Laurentius Petri.

## Allgemeines
Schwedisch wird von etwa 8,5 Millionen Menschen als Muttersprache gesprochen, von denen etwa acht Millionen in Schweden und knapp 290.000 als finnlandschwedische Minderheit (5,5 % der Bevölkerung) in Finnland leben. Historisch war Finnland seit dem frühen Mittelalter bis zum Jahr 1809 (Vertrag von Fredrikshamn) ein Teil des schwedischen Reiches, und das Schwedische war bis in das 19. Jahrhundert dort die Sprache der gebildeten Oberschicht, bis sich im Zuge der auch politisch geführten Auseinandersetzung zwischen Fennomanen und Svekomanen das Finnische als Amtssprache neben dem Schwedischen etablierte. Seit längerer Zeit ist auch ein Rückgang des Anteils der Finnlandschweden an der Bevölkerung Finnlands zu verzeichnen.
In Finnland finden sich zweisprachige Gemeinden in den Landschaften Nyland (finnisch Uusimaa), Östra Nyland (Itä-Uusimaa), Kymmenedalen (Kymenlaakso), Egentliga Finland (Varsinais-Suomi) und Österbotten (Pohjanmaa). Die schwedischsprachigen Schulkinder in diesen Gemeinden werden in ihrer Muttersprache Schwedisch unterrichtet, die finnischsprachigen in ihrer Muttersprache Finnisch. Die autonome Inselgruppe Åland ist die einzige offiziell einsprachig schwedische Region im sonst zweisprachigen Finnland: Hier wird nur Schwedisch gesprochen, und Finnisch ist in den Schulen nur ein Wahlfach (Englisch aber ein Pflichtfach). Im übrigen Finnland ist Schwedisch als zweite einheimische Sprache ein Pflichtfach (drei Jahre in der Grundschule, weitere drei Jahre im Gymnasium) und war bis 2004 obligatorisches Fach in der Abiturprüfung. In Åbo (Turku) befindet sich die einzige rein schwedischsprachige Universität Finnlands, die Åbo Akademi.
Von der ehemaligen schwedischsprachigen Volksgruppe in Estland, den Estlandschweden oder „Küstenschweden“ (Anfang der 1940er Jahre um 8800 Menschen), blieben seit ihrer Massenemigration nach Schweden während des Zweiten Weltkriegs fast nur ältere Menschen. In neuerer Zeit sind aber einige Estlandschweden zurückgekehrt, und heute wird (Standard-)Schwedisch in den Schulen der ehemals schwedischsprachigen Landesteile unterrichtet.
Schweden können sich relativ problemlos mit Norwegern unterhalten; so existiert mit Svorsk eine Mischsprache, die sich aus der schwedischen und norwegischen Umgangssprache zusammensetzt. Auch mit Dänen ist, wenn sie sich Mühe geben, deutlich zu sprechen, eine Unterhaltung möglich, wobei es hier allerdings regionale Unterschiede gibt. So verstehen die Schweden im Süden, vor allem in Schonen, wegen der nahen Verwandtschaft ihres Dialekts mit dem Dänischen die Dänen relativ gut. Einwohner in Westschweden (beispielsweise in Värmland oder Dalarna) haben dagegen große Probleme mit dem Dänischen, dafür aber kaum Schwierigkeiten mit dem Norwegischen.

### Rechtliche Lage
Schwedisch ist die Amtssprache in Schweden und, neben Finnisch, in Finnland. In Schweden ist der offizielle Status der schwedischen Sprache seit dem 1. Juli 2009 durch ein Sprachgesetz festgelegt, das alle staatlichen Stellen verpflichtet, die schwedische Sprache zu verwenden und zu entwickeln. Die Sprache der Behörden soll gepflegt, einfach und verständlich sein. Neben dem Schwedischen sind Finnisch, Jiddisch, Meänkieli, Romani und mehrere samische Sprachen als Minderheitssprachen anerkannt. In Finnland legt ein Sprachgesetz fest, dass Schwedisch auf nationaler Ebene eine gleichberechtigte Amtssprache neben Finnisch ist und auf kommunaler Ebene in Gemeinden mit einem gewissen schwedischsprachigen Bevölkerungsanteil allein oder neben Finnisch Amtssprache ist (siehe Finnische Sprachpolitik).
Um die Pflege der schwedischen Sprache und die Sprachpolitik bemühen sich der „Sprachrat“ (Språkrådet), eine staatliche Einrichtung im „Institut für Sprache und Volkstum“ (Institutet för språk och folkminnen), und private Organisationen wie Språkförsvaret.

### Sprachgeographie heute
Schwedisch war im Jahr 2013 die Muttersprache von etwa 8,5 Millionen Menschen. Davon leben 8 Millionen im Königreich Schweden und rund 300.000 in der Republik Finnland; der Rest verteilt sich auf Länder weltweit. Das Finnlandschwedische, ein ostschwedischer Dialekt, wird vornehmlich in den Küstengebieten und auf den vorgelagerten Schären in Österbotten, Åboland und Nyland (einschließlich der Hauptstadtregion) sowie auf den Ålandinseln gesprochen. Zudem beherrschen viele Finnen das Schwedische, da es in den finnischsprachigen Landesteilen als erste Fremdsprache in den Schulen gelehrt wird. Auf den Ålandinseln ist das Schwedische die einzige Verwaltungssprache. Einige einsprachig finnische Gemeinden haben ebenfalls eine bedeutende schwedischsprachige Minderheit; diese werden als schwedische Sprachinseln bezeichnet. Im Jahr 1610 betrug der schwedischsprachige Anteil der finnischen Bevölkerung 17,5 Prozent. Seitdem hat sich der Anteil der schwedischsprachigen Bevölkerung stetig vermindert. Besonders nach dem Zweiten Weltkrieg wanderten viele nach Schweden und in die USA aus. Zwischen 1945 und 1976 emigrierten 400.000 Menschen von Finnland nach Schweden, etwa 200.000 blieben permanent dort, davon kam ein Drittel aus den schwedischsprachigen Gebieten Finnlands. Heute sprechen ungefähr 5,4 Prozent der finnischen Bevölkerung Schwedisch als Muttersprache.
Auch in den anderen nordischen Ländern gibt es schwedischsprachige Minderheiten, schätzungsweise 30.000 in Norwegen und 11.000 in Dänemark (2010). Aufgrund der Ähnlichkeiten von Kultur und Sprache in den nordgermanischsprachigen Ländern werden diese Einwanderer oft sehr schnell assimiliert und integriert und fühlen sich nicht als eigene Volksgruppe. Des Weiteren ist noch die kleine schwedischsprachige Minderheit in Estland zu erwähnen, die es seit dem 13. Jahrhundert entlang der Nordwestküste und auf den Inseln (Aiboland) gibt. In den USA gibt es nach einer Volkszählung von 2004 ungefähr 67.000 Menschen, die angeben, Schwedisch zu sprechen. Allerdings bleibt unklar, wie gut die Sprachkenntnisse sind. Die meisten dieser Personen leben in Minnesota. In Kanada gaben 2001 17.000 Menschen an, Schwedisch zu sprechen. Gemäß dem schwedischen Statistischen Zentralbüro leben 230.000 Schweden dauerhaft im Ausland. Deutschland und das Vereinigte Königreich waren 2010 die Länder mit den meisten Schweden (je ca. 30.000); darauf folgten Spanien (17.000), Frankreich (15.000), Australien und die Schweiz (je 6000) sowie Belgien (5000) und Italien (3000).

### Sprachgeographie historisch
Früher gab es ausgedehnte schwedischsprachige Gebiete in Estland, vornehmlich entlang der Nordwestküste und auf den Inseln Dagö, Ösel und Ormsö. Die schwedischsprachige Minderheit war im Parlament repräsentiert und hatte das Recht, ihre Sprache in öffentlichen Debatten zu benutzen. Mitte des 17. Jahrhunderts machte die Zahl der Estlandschweden mit 10.000 etwa 2 bis 3 Prozent der estnischen Bevölkerung aus. Nach den Territorialverlusten im Baltikum im 18. Jahrhundert an Russland wurden 1000 estnische Schweden von Dagö in die Ukraine umgesiedelt. Sie gründeten die Stadt Gammalsvenskby nördlich der Halbinsel Krim. Dort gibt es noch einige wenige Abkömmlinge, die weiterhin Schwedisch als Muttersprache haben und schwedische Traditionen pflegen. Es ist damit zu rechnen, dass dieser sehr altertümliche ostschwedische Dialekt innerhalb der nächsten Generation ausstirbt. Bis in die Zwischenkriegszeit wurde die schwedischsprachige Minderheit Estlands durchaus gut behandelt; aber mit dem aufkommenden Nationalismus in Estland während der 1930er Jahre wurden die Menschen gezwungen, ihre Namen zu ändern, neu zu erfinden oder estnisch klingender zu machen. Schwedischsprachige Ortsnamen wurden ersetzt durch estnische. Gemeinden, in denen schwedischsprachige Personen die Mehrheit stellten und die Schwedisch als Verwaltungssprache hatten, stagnierten wirtschaftlich. Nach dem Zweiten Weltkrieg, als Estland Teil der Sowjetunion wurde, flohen etwa 80 Prozent der Estlandschweden nach Schweden. Nur etwa 1500 blieben im sowjetisch besetzten Estland, wo sie ihre Kultur und Sprache nicht mehr leben konnten, da sie verdächtig waren, mit dem westlichen Schweden zu kollaborieren. Viele versteckten daher ihre schwedische Identität und gingen zur estnischen Sprache über, um Verfolgung und Berufsverboten zu entgehen. Deshalb gibt es heute nur noch einige wenige ältere Menschen, die den estnischschwedischen Dialekt sprechen können.
In Amerika gab es zeitweise schwedischsprachige Gruppen. Im 17. Jahrhundert in Delaware/Neuschweden (Nya Sverige), im 19. Jahrhundert zum Beispiel auch in Bishop Hill, Chicago, Illinois und Minnesota. Diese Gruppen haben sich allerdings weitgehend assimiliert und sprechen heute Englisch als Muttersprache. In Argentinien, besonders um die Ortschaft Oberá, die von eingewanderten Schweden gegründet wurde, gibt es einige Hundert Schwedischsprachige. Bis in die 1960er Jahre gab es sogar schwedischen Schulunterricht. Heute gibt es diesen Unterricht nur noch in schwedischstämmigen Familien. Bis Ende des 19. Jahrhunderts soll es auch eine schwedischsprachige Kolonie in Namibia gegeben haben; aber auch hier haben sich die Menschen an die umgebenden Sprachgruppen assimiliert.

## Alphabet
Das schwedische Alphabet besteht aus 29 Buchstaben: Aa, Bb, Cc, Dd, Ee, Ff, Gg, Hh, Ii, Jj, Kk, Ll, Mm, Nn, Oo, Pp, Qq, Rr, Ss, Tt, Uu, Vv, Ww, Xx, Yy, Zz, Åå, Ää, Öö. Das W kommt in Lehnwörtern vor und galt bis 2006 nicht als eigener Buchstabe, sondern als Schreibvariante des V. Å, Ä, Ö werden als eigenständige Buchstaben sortiert, nicht wie im Deutschen als Varianten von A und O, und erscheinen am Ende des Alphabets. In einem Wörterbuch stehen so z. B. garn und gärna nicht unmittelbar hintereinander, sondern mehrere Seiten weit auseinander. Das Ü gibt es im Schwedischen nicht; deutsche und andere ausländische Namen, die diesen Umlaut enthalten, werden, etwa in Telefonbüchern, unter Y eingeordnet.

## Phonologie
Das Schwedische zeichnet sich durch sein ausgeprägtes Vokalsystem aus. Länge und Kürze der Vokale sind bedeutungsunterscheidend. In einer betonten Silbe ist entweder der Vokal oder der auf den Vokal folgende Konsonant lang, die Verbindung von kurzem Vokal mit kurzem Konsonanten ist im Schwedischen nur in unbetonten Silben bekannt. Mit den Vokalen [⁠ə⁠], [ʉː] und [⁠ɵ⁠] weist das Schwedische drei Mittelzungenvokale auf.

### Vokale

Vokalphoneme im Standardschwedischen

Das Schwedische hat ein dreistufiges Vokalsystem mit neun Vokalphonemen.
Hohe Vokalphoneme sind: [⁠i⁠], [⁠y⁠], [ʉː], [⁠u⁠], mittlere Vokalphoneme sind: [⁠e⁠], [⁠ø⁠], [⁠o⁠] und tiefe Vokalphoneme sind: [⁠ε⁠], [⁠a⁠].
Im Gegensatz zur deutschen Hochsprache hat das Schwedische zwei ü-Phoneme: [⁠y⁠] und [ʉː]. Abgesehen von dem zusätzlichen ü-Phonem [ʉː] ähnelt der schwedische Vokalismus dem der deutschen Hochsprache.

### Konsonanten
|               | Bilabial | Bilabial | Labiodental | Labiodental | Dental | Dental | Dental | Alveolar | Palatal | Palatal | Velar | Velar | Glottal |
| Plosive       | p        | b        |             |             | t      | d      |        |          |         |         | k     | g     |         |
| Approximanten |          | b        |             | v           |        | d      | l      | r        |         | j       |       | g     | h       |
| Frikative     |          |          | f           | v           | s      | s      | s      | r        | ɕ       | j       | ɧ     | ɧ     |         |
| Vibranten     |          |          |             |             |        |        |        | r        |         |         |       |       |         |
| Nasale        | m        | m        |             |             | n      | n      | n      |          |         |         | ŋ     | ŋ     |         |

## Aussprache

### Allgemeine Ausspracheregeln
Diese Ausspracheregeln sind allgemeiner Art, es gibt immer einzelne Ausnahmen. Vokale werden vor einem einzelnen Konsonanten lang, vor zwei Konsonanten kurz ausgesprochen. Bei folgenden Buchstaben unterscheidet sich der Lautwert vom Deutschen:
| Buch- stabe | Laut- wert | Beschreibung                                            | Beispiel                         |
| ----------- | ---------- | ------------------------------------------------------- | -------------------------------- |
| a           | [⁠a⁠]        | kurzes a wie in kalt                                    | mattⓘ [matː] matt, flau          |
| a           | [ɑː]       | langes dunkles a                                        | matⓘ [mɑːt] Essen                |
| e           | [⁠ɛ⁠]        | kurzes e wie in Bett                                    | hellⓘ [hɛlː] Heil                |
| e           | [eː]       | langes e wie in Beet                                    | helⓘ [heːl] ganz                 |
| e           | [⁠æ⁠]        | vor r als offener ä-Laut                                | herrⓘ [hærː] Herr                |
| g           | [⁠j⁠]        | vor e, i, y, ä und ö sowie nach l und r wie deutsches j | gäst [jɛst] Gast, älg [ɛlj] Elch |
| g           | [⁠g⁠]        | sonst wie deutsches g                                   | godⓘ [guːd] gut                  |
| k           | [⁠ɕ⁠]        | vor e, i, y, ä und ö ähnlich wie deutsches ch in ich    | kyrka [ˈɕʏrˌka] Kirche           |
| k           | [⁠k⁠]        | sonst wie deutsches k                                   | konⓘ [kuːn] Kegel                |
| o           | [⁠ɔ⁠]        | kurz meist wie o in offen                               | mollⓘ [mɔlː] Moll                |
| o           | [⁠ʊ⁠]        | teils wie u in und                                      | bottⓘ [bʊt] gewohnt              |
| o           | [uː]       | lang meist wie u in Stuhl                               | fotⓘ [fuːt] Fuß                  |
| o           | [oː]       | teils wie o in Ofen                                     | son [soːn] Sohn                  |
| r           | [⁠r⁠]        | Zungenspitzen-r („gerolltes r“)                         | rovⓘ [ruːv] Raub                 |
| s           | [⁠s⁠]        | stets als stimmloses s wie in Hass                      | sotⓘ [suːt] Ruß                  |
| u           | [⁠ɵ⁠]        | zwischen deutschem o und ö                              | fullⓘ [fɵlː] voll                |
| u           | [ʉː]       | zwischen deutschem u und ü                              | fulⓘ [fʉːl] hässlich             |
| v           | [⁠v⁠]        | wie deutsches w                                         | våtⓘ [voːt] nass                 |
| y           | [⁠ʏ⁠]        | ähnlich wie deutsches ü in Hütte                        | syllⓘ [sʏlː] Schwelle            |
| y           | [yː]       | zwischen deutschem i und ü                              | sylⓘ [syːl] Ahle                 |
| å           | [⁠ɔ⁠]        | wie o in offen                                          | långⓘ [lɔŋː] lang                |
| å           | [oː]       | wie o in Ofen                                           | målⓘ [moːl] Ziel, Tor            |
| ä           | [⁠ɛ⁠]        | kurzes e wie in Bett                                    | hällⓘ [hɛlː] Felsplatte          |
| ä           | [ɛː]       | langes offenes e wie in gähnen                          | hälⓘ [hɛːl] Ferse                |
| ä           | [⁠æ⁠]        | vor r als offener ä-Laut                                | ärtⓘ [æʈ] Erbse                  |
| ä           | [æː]       | vor r als langer offener ä-Laut                         | härⓘ [hæːr] hier; Heer           |
| ö           | [⁠œ⁠]        | wie ö in Hölle                                          | nöttⓘ [nœtː] abgenutzt           |
| ö           | [øː]       | wie ö in Höhle                                          | nötⓘ [nøːt] Nuss                 |
| ö           | [œː]       | vor r als langes offenes ö                              | öraⓘ [ˈœːˌra] Ohr                |

Buchstabenverbindungen:
| Buchstaben- verbindung          | Laut- wert              | Beschreibung | Beispielwort |
| ------------------------------- | ----------------------- | --- | --- |
| dj, gj, hj, lj                  | [⁠j⁠]                     | wie deutsches j | djur [jʉːr] Tier, gjuta [ˈjʉːˌta] gießen, hjul [jʉːl] Rad, ljus [jʉːs] Licht                                                                    |
| kj, tj                          | [⁠ɕ⁠]                     | zwischen dem deutschen ch in ich und sch                                                                           | kjolⓘ [ɕuːl] Rock, tjuv [ɕʉːv] Dieb |
| rd, rl, rn, rs, rt              | [⁠ɖ⁠], [⁠ɭ⁠], [⁠ɳ⁠], [⁠ʂ⁠], [⁠ʈ⁠] | mit r verschmelzen diese Konsonanten zu einem retroflexen, also mit zurückgebogener Zungenspitze gesprochenem Laut | bord [buːɖ] Tisch, sorlⓘ [soːɭ] Gemurmel, garnⓘ [gaɳ] Garn, först [fœʂt] erster, kort [kɔʈ] kurz                                                |
| sch, sj, skj, stj, -sion, -tion | [⁠ɧ⁠]                     | ähnlich einer gleichzeitigen Aussprache von dt. sch wie in rasch und dt. ch wie in Bach                            | schack [ɧak] Schach, sjuk [ɧʉːk] krank, skjuta [ˈɧʉːta] schießen, stjärna [ˈɧæˌɳa] Stern, mission [miˈɧuːn] Mission, station [staˈɧuːn] Station |
| sk                              | [⁠ɧ⁠]                     | vor e, i, y, ä, ö ähnlich einer gleichzeitigen Aussprache von dt. sch wie in rasch und dt. ch wie in Bach          | skön [ɧøːn] schön |

In manchen Regionen spricht man skj, sj etc. auch [⁠ʃ⁠] statt [⁠ɧ⁠].

### Betonung und Satzmelodie
Anders als beispielsweise im Deutschen oder im Englischen, wo es auf der Wortebene prinzipiell nur einen Druckakzent gibt, werden im Schwedischen Wörter sowohl mit einem Druckakzent als auch mit einem melodischen Wortakzent gesprochen. Der Druckakzent ist (vereinfacht gesagt) die Betonung des Wortes, der melodische Wortakzent dagegen die Melodie, mit der das Wort ausgesprochen wird. Der Druckakzent unterscheidet z. B. Betonung von Silben in Wörtern:
- formel ['fɔrmɛl] Formel – formell [fɔr'mɛl] formell

Im Schwedischen gibt es zusätzlich zwei melodische Wortakzente (Tonakzente): Akzent 1 (oder akut accent) und Akzent 2 (auch grav accent). Der Akzent 1 bezeichnet einen „fallenden“ Tonhöhenverlauf auf einem Wort; der Akzent 2 bezeichnet die für den schwedischen „Singsang“ verantwortliche, auf der (in der Regel) zweiten Silbe eines Wortes nochmals kurz ansteigende Tonhöhe. Der fallende Akzent 1 entspricht in etwa der Betonung im Deutschen. Ihn haben meist einsilbige Wörter (eventuell auch wenn sie durch Vor- oder Nachsilben erweitert sind) und Lehnwörter. Den Tonhöhenakzent 2 haben die meisten einheimischen zweisilbigen oder mehrsilbigen Wörter, auch infolge von Zusammensetzung. Wie beim Druckakzent kann auch der Tonhöhenakzent im Schwedischen distinktiv, d. h. bedeutungsunterscheidend, sein:
- anden ['andɛn] (von and) die Ente – anden ['anˌdɛn] (von ande) der Geist Hörbeispielⓘ/?

Hierbei unterscheiden sich folgende Tonhöhenverläufe: Beim ersten Beispielwort liegt der Hauptdruck auf der ersten Silbe, die zweite Silbe hat eine niedrigere Tonhöhe und einen geringeren Druck; beim zweiten Beispielwort besitzt die erste Silbe den Hauptdruck, die Tonhöhe sinkt dabei, jedoch steigt die Tonhöhe auf der zweiten Silbe wieder an (vgl. z. B. im Deutschen die unterschiedliche Aussprache von ‚heute‘ als Aussage und als Frage: heute! vs. heute?). Der Tonhöhenakzent, den es auch im Norwegischen gibt, variiert bisweilen regional: Wenn mehr als zwei Silben vorhanden sind, steigt der Ton dann je nach Dialekt an unterschiedlicher Stelle wieder an.
Gegenüber den eindeutigen Tonsprachen, in denen die Silbentonhöhe auf der Ebene der Wortbedeutung unterscheidend ist, ist der variable Tonhöhenverlauf in der schwedischen Sprache auch auf der Satzebene pragmatisch distinktiv, sprich, er bestimmt, ob es sich bei einem Satz um eine Frage, eine Aussage oder einen Befehl handelt. Wie in den meisten europäischen Sprachen kann der Satzakzent verwendet werden, um Wörter hervorzuheben oder eine Frage auszudrücken.
Siehe auch: Akzente in den skandinavischen Sprachen

## Dialekte

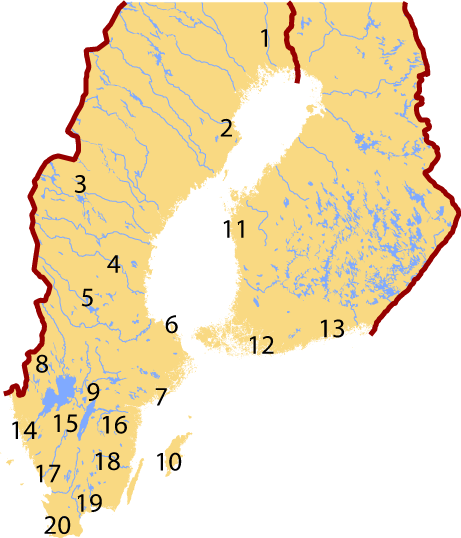
Schwedische Dialekte

Die schwedischen Dialekte sind traditionell in sechs große Dialektgebiete unterteilt.
Norrländska mål — Norrland
1. Överkalix, Norrbotten; junge Frau (MP3; 183 kB)
2. Burträsk, Västerbotten; alte Frau (MP3; 202 kB)
3. Aspås, Jämtland; junge Frau (MP3; 193 kB)
4. Färila, Hälsingland; alter Mann (MP3; 185 kB)
Sveamål — Svealand
5. Älvdalen, Dalarna; alte Frau (MP3; 312 kB)
6. Gräsö, Uppland; alter Mann (MP3; 98 kB)
7. Sorunda, Södermanland; junger Mann (MP3; 158 kB)
8. Köla, Värmland junge Frau (MP3; 209 kB)
9. Viby, Närke; alter Mann (MP3; 245 kB)
Gotländska mål — Gotland
10. Sproge, Gotland; junge Frau (MP3; 149 kB)
- Fårö, Gotland; alter Mann (MP3; 153 kB)

Östsvenska mål — Finnland
11. Närpes, Österbotten; junge Frau (MP3; 458 kB)
12. Dragsfjärd, Åboland; alter Mann (MP3; 248 kB)
13. Borgå, Nyland; junger Mann (MP3; 160 kB)
- Saltvik, Åland; junger Mann (MP3; 279 kB)

Götamål — Götaland
14. Kärna, Bohuslän; alter Mann (MP3; 203 kB)
15. Floby, Västergötland; alte Frau (MP3; 197 kB)
16. Asby, Östergötland; alte Frau (MP3; 187 kB)
17. Våxtorp, Halland; junger Mann (MP3; 162 kB)
18. Ankarsrum, Småland; junge Frau (MP3; 180 kB)
Sydsvenska mål — Südliches Götaland: Schonen, Blekinge, Halland und Süd-Småland
19. Hällevik, Blekinge; alte Frau (MP3; 142 kB)
20. Bara, Skåne; alter Mann (MP3; 173 kB)
20. Norra Rorum, Skåne; Jugendlicher (WAV; 1,6 MB)

## Grammatik des Standardschwedischen

### Wortarten
Im Schwedischen gibt es – abhängig von theoretischen Positionen – bis zu 15 Wortarten. Die Wortarten, die in den meisten schwedischen Grammatiken vorkommen, sind: Verb, Substantiv, Adjektiv, Pronomen, Adverb, Numerale, Präposition, Konjunktion/Subjunktion und Interjektion. Darüber hinaus definieren manche Grammatiken auch Eigennamen, die Infinitivpartikel att, Partizipien (Svenska Akademiens grammatik) sowie Artikel und Verbpartikel als eigene Wortarten im Schwedischen.

#### Verben
Verben werden in Bezug auf die Kategorien Tempus (Präsens, Präteritum), Modus (Indikativ, Konjunktiv und Imperativ) und Diathese (Aktiv, Passiv) flektiert.
Finite Verbformen des Schwedischen sind Präsens Indikativ, Präsens Konjunktiv, Präteritum Indikativ, Präteritum Konjunktiv und Imperativ. Infinite Verbformen des Schwedischen sind Infinitiv, Supinum, Partizip Präsens und Partizip Perfekt.
Die Verben werden nach ihren Stammformen in vier Konjugationsklassen eingeteilt:
Die Klassen 1–3 umfassen schwache Verben:
| ringa |
| löpa  |
| välja |

| ringde |
| löpte  |
| valde  |

| ringt |
| löpt  |
| valt  |

| ringd |
| löpt  |
| vald  |

| läuten, (telef.) anrufen |
| laufen                   |
| wählen                   |

Die Klasse 4 umfasst starke Verben, deren Stammformen durch einen Vokalwechsel (Ablaut) geprägt sind:
| skriva |
| flyga  |
| binda  |
| bära   |
| äta    |
| fara   |
| falla  |

| skrev |
| flög  |
| band  |
| bar   |
| åt    |
| for   |
| föll  |

| skrivit |
| flugit  |
| bundit  |
| burit   |
| ätit    |
| farit   |
| fallit  |

| skriven |
| flugen  |
| bunden  |
| buren   |
| äten    |
| faren   |
| fallen  |

| schreiben |
| fliegen   |
| binden    |
| tragen    |
| essen     |
| fahren    |
| fallen    |

Darüber hinaus gibt es Verben, die Elemente der 3. und der 4. Klasse aufweisen, wie z. B. dö – dog – dött – Ø; se – såg – sett – sedd u. a., sowie ganz unregelmäßige Verben, die keiner der obigen Klassen zugerechnet werden, wie z. B. ha – hade – haft – Ø.

##### Tempus
Die finiten Tempusformen des Verbs sind Präsens und Präteritum. Weitere Tempusformen (Perfekt, Plusquamperfekt, Futur I und Futur II) werden mittels Zusammensetzungen von Hilfsverben und infiniten Verbformen gebildet.
- Das Präsens wird auf mehrere Arten gebildet:
  - bei Verben, deren Wortstamm auf einen Vokal endet, durch das Suffix -r (Bsp.: tro-r)
  - bei Verben, deren Wortstamm auf einen Konsonanten endet, durch die Suffixe -ar oder -er. Hierbei gibt es Gesetzmäßigkeiten, die einem das Finden der richtigen Präsensendung erleichtern können. So haben starke Verben, deren Wortstamm auf einen Konsonanten endet, grundsätzlich das Suffix -er (Bsp.: ät-er, drick-er). Das bedeutet im Umkehrschluss, dass ein Verb, das im Präsens das Suffix -ar erhält, kein starkes Verb sein kann, also regelmäßig flektiert wird. (Bsp.: rop-ar, tal-ar, vis-ar). Die Zahl der Ausnahmen von dieser Regel ist vernachlässigbar gering. Für das Suffix -er gilt allerdings, dass man aus ihm keine Aussage über die Verbgruppe ableiten kann. Verben mit dem Präsens-Suffix -er können sowohl stark als auch schwach sein. (Bsp.: ring-er, köp-er, aber auch välj-er, ät-er).
  - bei einigen wenigen Verben, deren Wortstamm auf -r oder -l endet, ist das Präsens mit dem Wortstamm identisch. Das Präsens wird also durch einfachen Wegfall des Infinitiv-a gebildet (Bsp.: hör von höra oder gör von göra oder tål von tåla).
  - bei den Präteritopräsentia sowie beim Verb vilja ‚wollen‘ fehlt jegliches Suffix, zudem tritt in der Mehrzahl der Fälle ein Vokalwechsel auf (Bsp.: kan von kunna oder vill von vilja).
- Das Präteritum wird gebildet:
  - in der ersten Konjugationsklasse durch das Suffix -de: ropade (a gehört zum Stamm)
  - in der zweiten Konjugationsklasse
    - durch das Suffix -de, wenn der Verbstamm auf stimmhaften Konsonanten endet: ringde
    - durch das Suffix -te, wenn der Verbstamm auf stimmlosen Konsonanten endet: köpte
    - dabei ist Aufhebung eines ursprünglichen Umlauts möglich: valde

  - in der dritten Konjugationsklasse durch das Suffix -dde: trodde
  - in der vierten Konjugationsklasse durch Ablaut ohne Suffix: åt, band, föll, skrev u. a.
- Das Perfekt wird durch die Kombination des Hilfsverbs ha (im Präsens) mit dem Supinum gebildet. Die Bildung des Supinums orientiert sich dabei wieder an den Konjugationsklassen:
  - in der ersten Konjugationsklasse durch Anhängen von -at an den Wortstamm (Bsp.: har rop-at)
  - in der zweiten Konjugationsklasse durch Anhängen von -t an den Wortstamm (Bsp.: har ring-t)
  - in der dritten Konjugationsklasse durch Anhängen von -tt an den Wortstamm (Bsp.: har tro-tt)
  - in der vierten Konjugationsklasse durch Anhängen von -it an den (allerdings je nach Ablautklasse veränderten) Wortstamm (Bsp.: har druck-it)
- Das Plusquamperfekt wird durch die Kombination des Auxiliarverbs ha (im Präteritum) mit dem Supinum gebildet.
- Für die Bildung des Futur I gibt es eine Reihe verschiedener Möglichkeiten. Wie im Deutschen kann die Präsensform für Vorgänge in der Zukunft verwendet werden: Jag åker till Stockholm imorgon. (Ich fahre morgen nach Stockholm). Die Zukünftigkeit muss dann durch eine adverbiale Bestimmung der Zeit markiert werden. Diese Möglichkeit ist zwar grammatisch und stilistisch korrekt, wird aber seltener verwendet als im Deutschen. Eine Alternative ist die Kombination der Hilfsverben ska oder komma att (im Präsens) mit dem Infinitiv des Verbes der zukünftigen Handlung: ska/kommer att ropa/ringa/köpa/välja/äta. Eine weitere Möglichkeit ist die Kombination der Verben tänka oder ämna mit dem Infinitiv des Verbes (stets ohne att). Diese Kombination drückt eine deutliche Absicht aus: Jag tänker (ämnar) stanna hemma imorgon. Ich werde morgen zuhause bleiben. (Weil ich das will und nicht aufgrund äußerer Umstände). Ämna ist in diesem Zusammenhang eher ungewöhnlich und macht einen recht formellen oder altmodischen Eindruck.
- Das Futur II wird durch eine Kombination der Hilfsverben ska oder komma att (im Präsens) mit dem Infinitiv des Hilfsverbs ha und dem Supinum des Vollverbs gebildet: ska/kommer att ha ropat/ringt/köpt/valt/ätit

Zu beachten ist, dass sich die Verwendung des Präteritums und des Perfekts grundsätzlich vom Deutschen unterscheidet. Während in der deutschen Umgangssprache das Perfekt eine absolut dominierende Rolle spielt und das Präteritum fast verdrängt hat, gibt es im Schwedischen noch ziemlich genaue Regeln dafür, wann welches Tempus verwendet wird. So wird bei einer eindeutigen Zeitangabe in der Vergangenheit (z. B. gestern oder am vergangenen Sonntag) immer die Verbform Präteritum verwendet (Bsp.: Igår köpte jag en banan. = Gestern kaufte ich eine Banane.).
Bis in das 20. Jahrhundert verwendete man vor allem in der Schriftsprache besondere Pluralformen in der 1. und 3. Person. Im Präsens stimmte der Plural, wie im Deutschen, formal mit dem Infinitiv überein, also etwa vi/de tro, tala, köra, dricka. Eine Ausnahme bildete vara, dessen Plural äro lautete. Im Präteritum wiesen die starken Verben eine besondere Pluralendung -o auf: vi/de skrevo, flögo, åto usw. Verben mit -a- im Präteritum Singular und wenige andere starke Verben kannten überdies einen Numerusablaut: jag/du/han drack, fann, bad, gav, var, svor – vi/de drucko, funno, bådo, gåvo, voro, svuro. Konsonantische Unregelmäßigkeiten zeigten jag/du/han fick, gick – vi/de fingo, gingo. In der 2. Person Plural mit dem – aus der Umgangssprache stammenden – Personalpronomen ni (= ‚ihr‘) wurde auch schon in der ersten Hälfte des 20. Jahrhunderts in der Regel wie heute die Singularform gebraucht. Bis zum Anfang des 20. Jahrhunderts wurde dagegen in der 2. Person Plural in Verbindung mit der älteren Form des Personalpronomens I (großes i) die Endung -en gebraucht: Präsens: jag talar, vi tala, I talen; jag sitter, vi sitta, I sitten; Präteritum: jag talade, vi talade, I taladen; jag satt, vi sutto, I sutten. Zur Bildung des Futurs sind die historischen Formen des Hilfsverbs skola im Singular skall, in der 1. und 3. Person Plural skola und in der 2. Person Plural (I) skolen.
Schon in Texten des älteren Neuschwedisch war es – in Übereinstimmung mit der dialektalen Alltagssprache – nicht ungewöhnlich, dass die besonderen Pluralformen („Kongruenzbeugung“ oder „Numerusbeugung“) nicht angewandt wurden. Dennoch setzte sich die präskriptive Norm durch, die die Kongruenzbeugung verlangte. Ab 1900 wurde diese allerdings zunehmend in Frage gestellt: Selma Lagerlöf (1858–1940) und andere erhielten von der Schwedischen Allgemeinen Schullehrervereinigung (Sveriges allmänna folkskollärarförening) den Auftrag, ein Lesebuch zu verfassen, in dem in den Dialogen die Singularform auch im Plural verwendet werden sollte, was in der Folge erstmals im 1906/1907 erschienenen Buch Nils Holgerssons underbara resa genom Sverige umgesetzt wurde. In den 1930er-Jahren gaben nebst anderen die Schriftsteller Pär Lagerkvist, Vilhelm Moberg und Moa Martinsson die Pluralformen auf. 1943 beschloss der Chefredakteur von Dagens Nyheter gegen einigen Widerstand, dass die Zeitung die Formen des Singulars auch im Plural gebrauchen sollte, und auch die meisten namhaften Autoren gaben in den 1940er-Jahren die Kongruenzbeugung auf. 1951 folgte die oberste Schulbehörde, 1966 das Höchste Gericht und 1976 Svenska Akademiens ordbok.

##### Modus
Das Schwedische kennt drei Modi: Indikativ, Imperativ und Konjunktiv.
Der Imperativ hat zwei Verbformen:
- Bei Verben, die im Indikativ Präsens auf -ar oder -r enden, ist der Imperativ identisch mit dem Infinitiv: ropa, tro, gå
- Bei Verben, die im Indikativ Präsens auf -er enden, entspricht der Imperativ dem Wortstamm: ring, köp, välj, ät.

Der Konjunktiv kennt zwei Typen (Konjunktiv Präsens und Konjunktiv Präteritum), die aber nur bei wenigen Verben vorkommen:
- Der Konjunktiv Präsens kommt heute nur in idiomatischen Wendungen und in der liturgischen Sprache der Kirche vor, z. B. Leve konungen! (Es lebe der König!); Gud give att inget händer (Gott gebe, dass nichts passiert); Herren välsigne dig (Der Herr segne dich).
- Eine eigene Form des Konjunktivs Präteritum gab es früher bei den stark konjugierten Verben; sie wurde vom Pluralstamm des Präteritums aus gebildet und hatte die Endung -e: jag funne (ich fände), jag komme (ich käme), jag finge (ich bekäme), jag ginge (ich ginge). Heute wird nur noch das zum Verb vara (sein) gehörende vore (wäre) gebraucht. Ansonsten verwendet man anstelle des Konjunktivs Präteritum den Indikativ Präteritum oder die Kombination des Hilfsverbs skulle (= Konjunktiv von ska) mit dem Infinitiv. Die Umschreibung mit skulle + Infinitiv wird manchmal als eigener Modus (Konditionalis) betrachtet.

##### Diathese
Das Schwedische kennt zwei Formen der Diathese: Aktiv (siehe oben) und Passiv.
Passiv
Wie im Deutschen sind auch im Schwedischen viele transitive Verben passivfähig.
Für die Bildung des Passivs gibt es zwei Möglichkeiten. Die häufiger benutzte Form wird durch Hinzufügung der Endung -s beim Hauptverb erzeugt, die weniger frequente Form wird mit Hilfe des passivbildenden Hilfsverbs bli(va) konstruiert. Des Weiteren gibt es die Möglichkeit, für das Passiv eine Ersatzform mit „vara“ zu benutzen.
Beispiele in verschiedenen Tempora:
- Das Kind isst den Apfel. Barnet äter äpplet.
- Der Apfel wird von dem Kind gegessen. Äpplet äts av barnet.
- Das Kind hat den Apfel gegessen. Barnet har ätit äpplet.
- Der Apfel ist von dem Kind gegessen worden. Äpplet har ätits av barnet.
- Das Kind hatte den Apfel gegessen. Barnet hade ätit äpplet.
- Der Apfel war von dem Kind gegessen worden. Äpplet hade ätits av barnet.
- Das Kind wird den Apfel essen. Barnet kommer att äta äpplet.
- Der Apfel wird von dem Kind gegessen werden. Äpplet kommer att ätas av barnet.
- Das Kind wird den Apfel gegessen haben. Barnet kommer att ha ätit äpplet.
- Der Apfel wird von dem Kind gegessen worden sein. Äpplet kommer att ha ätits av barnet.

Beispiele mit „bli(va)“
- Äpplet blir ätet av barnet.
- Äpplet har blivit ätet av barnet.
- Äpplet blev ätet av barnet.
- Äpplet hade blivit ätet av barnet.
- Äpplet kommer att bli ätet av barnet.
- Äpplet kommer att ha blivit ätet av barnet.

Die Ersatzkonstruktion mit bliva + Partizip Perfekt betont den Ablauf der Handlung. Da das Partizip Perfekt (PP) in den oben genannten Beispielsätzen adjektivisch gebraucht wird, muss es wie ein Adjektiv an das korrespondierende Nomen angepasst werden.
- Maten blev äten.
- Äpplet blev ätet.
- Äpplena blev ätna.

Eine weitere Ersatzmöglichkeit für das Passiv ist die Konstruktion vara + PP, die mehr das Ergebnis einer Handlung betont
Beispiel mit „vara“
Das Auto war repariert, als wir zurückkamen. – Bilen var reparerad, när vi kom tillbaka.
Bei Verben mit zwei Objekten (bitransitive Verben) können beide Objekte zum Subjekt des Passivsatzes werden, z. B.:
- Akademien tilldelade författaren ett stipendium.

> Författaren tilldelades ett stipendium av akademien. oder
> Ett stipendium tilldelades författaren av akademien.
Nichtpassivische Verwendung der s-Form des Verbs
Die s-Form des Verbs wird nicht nur im Passiv verwendet, sondern auch in anderen Zusammenhängen:
- um eine reflexive Bedeutung auszudrücken, z. B.
  - upprepas sich wiederholen
  - förändras sich verändern
- oder eine reziproke (gegenseitige) Bedeutung, z. B.
  - skiljas sich scheiden lassen
  - träffas sich treffen
- oder die gemeinsame unterliegende Bedeutung von „jemandem immer einen Schaden zufügen“, z. B.
  - bitas beißen, bissig sein
  - retas necken, ärgern
  - knuffas drängeln

Verba Deponentia
Im Schwedischen existiert eine Reihe von Deponentia, das heißt Verben, die ausschließlich in s-Form auftreten, aber kein Passiv ausdrücken. Einige Beispiele:
- andas atmen
- hoppas hoffen
- trivas sich wohlfühlen
- skämmas sich schämen
- svettas schwitzen
- väsnas lärmen
- åldras (sichtbar) älter werden, altern
- finnas vorhanden sein, geben (es gibt: det finns)

#### Substantive

##### Genus
Bei den Substantiven wird zwischen Utrum (en-Wörtern) und Neutrum (ett-Wörtern) unterschieden.
| en båt   | ein Boot  |
| en häst  | ein Pferd |
| ett hus  | ein Haus  |
| ett djur | ein Tier  |

Die Genus-Zuordnung ist meist frei; man kann in diesen Fällen also nicht aus dem natürlichen Geschlecht (Sexus) schließen oder an spezifischen Endungen erkennen, welchem Genus ein Substantiv angehört.
Als Faustregel gilt: Ein einzelnes, lebendes Individuum ist Utrum (Ausnahme z. B.: ett lejon – ein Löwe). Diese Regel gilt nicht umgekehrt.
| Individuum            | Sammelbegriff       |
| en häst – ein Pferd   | ett djur – ein Tier |
| en björk – eine Birke | ett träd – ein Baum |

##### Bestimmte Form – unbestimmte Form
Substantive können in unbestimmter und bestimmter Form auftreten. Im Gegensatz zum Deutschen werden die Artikel bei der bestimmten Form nicht vorangestellt, sondern als Suffix an das Substantiv angehängt; die schwedische Sprachwissenschaft spricht hier von „Bestimmtheitssuffixen“ oder auch von „bestimmten Schlussartikeln“:
| båten  | das Boot  |
| hästen | das Pferd |
| huset  | das Haus  |
| djuret | das Tier  |

Dabei kann es allerdings zu nötigen Anpassungen kommen, welche den Klang beeinflussen, beispielsweise bei en lärare, wo das Suffix (-en) durch den Vokal auf -n beschränkt wird, wodurch läraren entsteht, wobei gleichgültig ist, welcher Vokal die Endung bildet. So wird auch aus ett piano mit dem Suffix -t pianot.

##### Plural
| en pojke |
| en bil   |

| pojken |
| bilen  |

| pojkar |
| bilar  |

| pojkarna |
| bilarna  |

| en gäst     |
| en son      |
| en telefon* |
| ett land    |

| gästen    |
| sonen     |
| telefonen |
| landet    |

| gäster    |
| söner     |
| telefoner |
| länder    |

| gästerna    |
| sönerna     |
| telefonerna |
| länderna    |

| en-Wörter, die auf Konsonanten enden    |
| en-Wörter, die den Stammvokal umlauten  |
| en-Wörter, auf der letzten Silbe betont |
| ett-Wörter, die den Stammvokal umlauten |

| ett hus   |
| en lärare |

| huset   |
| läraren |

| hus    |
| lärare |

| husen   |
| lärarna |

| ett-Wörter, die auf einen Konsonanten enden    |
| en-Wörter, die auf -are, -iker oder -ier enden |

* en telefon: Die Unterstreichung in der Tabelle dient nur zur Veranschaulichung der Betonung. Beachte, dass die Betonung immer auf derselben Silbe bleibt!
Besonderheiten
Endet ein en-Wort auf unbetontes -el, -en, -er, dann wird das -e- in den anderen Formen ausgestoßen.
en cykel – cykeln – cyklar – cyklarna

en faster – fastern – fastrar – fastrarna
Einige wenige Wörter lassen sich in keine der oben genannten fünf Gruppen einordnen.
Das häufigste dürfte „Mann“ sein: en man – mannen – män – männen.

##### Genitiv
Das heutige Schwedisch kennt – ähnlich wie das Englische – beim Substantiv mit der Ausnahme des Genitivs keine Kasusflexion mehr. Die syntaktische Stellung der Nomina im Satz wird allein durch die Wortstellung oder durch Präpositionen ausgedrückt.
Der Genitiv wird durch einfaches Anfügen der Endung -s gebildet, die allerdings entfällt, wenn das Substantiv bereits auf -s endet. Nach dem Genitiv steht das Substantiv, welches in Relation steht, immer in der unbestimmten Form.
| Karin är hans kusin. | Karin ist seine Cousine. (han ‚er‘ mit dem Morphem -s)                                           |
| Lars är Hans far.    | Lars ist Hans’ Vater. (Vorsicht vor Verwechselungen hierbei!)                                    |
| Hans är Lars son.    | Hans ist Lars’ Sohn. (Vorsicht, denn obwohl rs als sch gesprochen wird, wird kein -s angehängt!) |

#### Personalpronomen
Die Personalpronomen haben zwei Formen, Nominativ und Objektsform (Dativ/Akkusativ, im Schwedischen existieren keine Genitivobjekte); in der dritten Person unterscheidet sich die Objektsform zwischen nicht-reflexiver und reflexiver Anwendung. In der dritten Person Singular unterscheidet man außerdem bei Personen und Lebewesen zwischen den Sexus männlich, weiblich und geschlechtsneutral. Außer der Referenz auf eine nichtbinäre Person kann die geschlechtsneutrale Form auch bei einer Person verwendet werden, deren Sexus unbestimmt bleibt, um den Ausdruck vederbörande („besagte/r“) oder Konstruktionen mit Mehrfachnennung der Pronomen für „er“ oder „sie“ (z. B. han/hon oder han eller hon) zu vermeiden.
| Personalpronomen im Singular | Personalpronomen im Singular                             | Personalpronomen im Singular                                 | Personalpronomen im Singular |
|                              | Nominativ                                                | Objektform                                                   | reflexive Objektform         |
| ---------------------------- | -------------------------------------------------------- | ------------------------------------------------------------ | ---------------------------- |
| Erste Person                 | jag                                                      | mig                                                          | mig                          |
| Zweite Person                | du                                                       | dig                                                          | dig                          |
| Dritte Person                | han (m.), hon (w.), hen1) (geschlechtsneutral), den, det | honom (m.), henne (w.), hen1) (geschlechtsneutral), den, det | sig (für sämtliche Pronomen) |

1) Das Personalpronomen hen wurde 1966 erstmals vorgeschlagen, hat sich jedoch erst in den 2010er Jahren etabliert und ist daher in älteren Grammatiken und Wörterbüchern nicht erfasst. 2015 wurde das Pronomen erstmals in einen Gesetzestext und das Standardwörterbuch der schwedischen Sprache Svenska Akademiens ordlista aufgenommen.
| Personalpronomen im Plural | Personalpronomen im Plural | Personalpronomen im Plural | Personalpronomen im Plural |
|                            | Nominativ                  | Objektform                 | reflexive Objektform       |
| -------------------------- | -------------------------- | -------------------------- | -------------------------- |
| Erste Person               | vi                         | oss                        | oss                        |
| Zweite Person              | ni                         | er                         | er                         |
| Dritte Person              | de (dom)1)                 | dem (dom)1)                | sig                        |

1) Die Form dom gehört der Alltagssprache an und wird in der formellen Schriftsprache gemieden.

#### Possessivpronomen
Das Possessivpronomen ist der Genitiv des Personalpronomens; es bezeichnet den Besitzer einer Sache. Das Schwedische unterscheidet eine reflexive und eine nichtreflexive Form des Possessivpronomens.

##### Nicht-reflexive Formen
Das Possessivpronomen muss an das Genus des Wortes, auf das es sich bezieht, angeglichen werden.
| mein        | min bil         | mitt hus         | mina bilar, mina hus     |
| dein        | din bil         | ditt hus         | dina bilar, dina hus     |
| sein        | hans bil        | hans hus         | hans bilar, hans hus     |
| ihr         | hennes bil      | hennes hus       | hennes bilar, hennes hus |
| sein/ihr1)  | hens bil        | hens hus         | hens bilar, hens hus     |
| unser       | vår (våran) bil | vårt (vårat) hus | våra bilar, våra hus     |
| euer        | er (eran) bil   | ert (erat) hus   | era bilar, era hus       |
| ihr (deren) | deras bil       | deras hus        | deras bilar, deras hus   |

1) Die geschlechtsneutrale Variante ist neueren Datums. Sie wird verwendet, wenn das biologische Geschlecht nicht definiert ist.
Die Formen in Klammern sind umgangssprachlich.
Für die Personalpronomen den und det gibt es ebenfalls ein Possessivpronomen: dess. Diese Form wird im Alltagsgebrauch aber selten benutzt.
Regel:
- Possessivpronomen der 3. Person Singular oder Plural (hans, hennes, hens, dess, deras) werden nicht verändert.
- Possessivpronomen der 1. und 2. Person Singular und Plural (min, din, sin und vår, er) werden ersetzt durch mitt, ditt, sitt und vårt, ert, wenn sie sich auf ett-Wörter beziehen, bzw. durch mina, dina, sina und våra, era, wenn sie sich auf im Plural stehende Substantive (en- und ett-Wörter) beziehen.

(NB: Die schwedische Modehauskette Hennes & Mauritz hat ihren Namen von einem Damenmodegeschäft namens „Hennes“, deutsch „ihres, ihr [gemeint: Geschäft]“.)

##### Reflexive Formen
Für die 3. Person (sowohl Singular als auch Plural) gibt es im Schwedischen darüber hinaus noch ein reflexives Possessivpronomen:
| sein/ihr/deren (eigenes) | sin bil | sitt hus | sina bilar, sina hus |

Diese Form wird benutzt, wenn das Possessivpronomen beim Objekt eines Satzes steht und der Besitzer Subjekt des Satzes ist. Es lässt sich im Deutschen am besten mit der/die/das eigene übersetzen.
Beispiele:

Han kommer med sin son. Er kommt mit seinem Sohn. (dem eigenen!)

Han kommer med hans son. Er kommt mit seinem Sohn. (dem des Freundes z. B.)
Hon kommer med sitt barn. Sie kommt mit ihrem Kind. (dem eigenen!)

Hon kommer med hennes barn. Sie kommt mit ihrem Kind. (dem der Freundin z. B.)
Beachte! Das reflexive Possessivpronomen sin/sitt/sina steht niemals zusammen mit dem Subjekt!
Beispiele

Han kommer med sin fru. Er kommt mit seiner Frau. (der „eigenen“)

Han och hans fru kommer inte idag. Er und seine Frau kommen heute nicht. („Er und seine Frau“ sind doppeltes Subjekt des Satzes)
Jag känner Sven och hans bror. Ich kenne Sven und seinen Bruder

Hans bror arbetar i Lund. Sein Bruder arbeitet in Lund

##### Alleinstehende Possessivpronomen
Wie auch im Deutschen kann ein Possessivpronomen alleine stehen, ohne dass ihm ein Substantiv folgt.
Beispiele:

Om du behöver en båt, kan du få låna min.
 Wenn du ein Boot brauchst kannst du meines leihen.
Har du en cigarett till mig? Jag glömde mina.
 Hast du eine Zigarette für mich? Ich habe meine vergessen.
Per lånade Olav sin båt. Hans var trasig.
 Per lieh Olav sein (eigenes) Boot, Seines (Olavs) war kaputt.

#### Adjektive

##### Deklination
Die Beugung von Adjektiven in der unbestimmten Form verhält sich sehr einfach, ist jedoch mit Ausnahmen gespickt. Gemäß der Regel werden Adjektive, die sich auf ein Utrum-Substantiv im Singular beziehen, nicht flektiert.
Im Deutschen werden Adjektive nur dann dekliniert, wenn sie als Attribute benutzt werden. Ein wichtiger kontrastiver Unterschied zum Deutschen besteht darin, dass im Schwedischen Adjektive auch dekliniert werden müssen, wenn sie prädikativ oder adverbial benutzt werden. Das macht sich auch bei der Passivbildung (siehe oben) bemerkbar.
| Det är en stor bil. | Das ist ein großes Auto. |
| Det är en ny jacka. | Das ist eine neue Jacke. |

Adjektive, die sich auf ein neutrales Substantiv beziehen, erhalten das Suffix -t in der unbestimmten Form.
| Hon bor i ett stort hus. | Sie wohnt in einem großen Haus.     |
| Jag har ett nytt jobb.   | Ich habe eine neue Arbeit(sstelle). |

Bezieht sich das Adjektiv auf eine Pluralform, ob bestimmt oder unbestimmt, ist das Suffix -a.
| Gustav berättade många roliga historier. | Gustav erzählte viele lustige Geschichten. |
| Jag kan aldrig svara på svåra frågor.    | Ich kann nie schwere Fragen beantworten.   |

Graphematische und morphologische Sonderregeln finden sich in den folgenden Fällen:
| Utrum          | Neutrum             | Plural                        | Gesetzmäßigkeit |
| -------------- | ------------------- | ----------------------------- | --- |
| en ny jacka    | ett nytt jobb       | flera nya jackor (jobb)       | Nach einem betonten Vokal lautet die neutrale unbestimmte Endung -tt.                                                                             |
| en röd bil     | ett rött hus        | flera röda hus (bilar)        | Wenn ein Adjektiv auf -d ausgeht, lautet die neutrale unbestimmte Endung -tt.                                                                     |
| en vit bil     | ett vitt hus        | flera vita bilar (hus)        | Wenn ein Adjektiv auf -t ausgeht, lautet die neutrale unbestimmte Endung -tt.                                                                     |
| en svart bil   | ett svart bord      | flera svarta bilar (bord)     | Wenn ein Adjektiv auf -rt ausgeht, bleibt die Endung unverändert.                                                                                 |
| en hård säng   | ett hårt paket      | flera hårda sängar (paket)    | Wenn ein Adjektiv auf -rd ausgeht, wird die Wortendung in der neutralen unbestimmten Form zu -rt.                                                 |
| en rund boll   | ett runt bord       | flera runda bollar (bord)     | Wenn ein Adjektiv auf -nd ausgeht, wird die Wortendung in der neutralen unbestimmten Form zu -nt.                                                 |
| en mogen tomat | ett moget äpple     | flera mogna bananer (äpplen)  | Wenn ein Adjektiv auf -en ausgeht, wird die Wortendung in der neutralen unbestimmten Form zu -et; das unbetonte -e- wird im Plural ausgestoßen.   |
| en enkel fråga | ett enkelt mattetal | flera enkla frågor (mattetal) | Siehe unteres Beispiel! |
| en vacker dag  | ett vackert tyg     | flera vackra dagar (tyger)    | Wenn ein Adjektiv auf -el oder -er ausgeht, wird in der neutralen unbestimmten Form ein -t gehängt; das unbetonte -e- wird im Plural ausgestoßen. |

In der bestimmten Form wird die Endung -a angehängt. Wenn das Substantiv eine männliche Person oder ein männliches Tier ist, kann im Singular statt -a auch -e angehängt werden. Überdies muss das Substantiv sowohl vom vorangehenden bestimmten Artikel den, det, de als auch vom suffigierten Artikel (oder Bestimmtheitssuffix) -en, -et, -na begleitet sein.
| Singular         | Plural           |
| ---------------- | ---------------- |
| den gröna bilen  | de gröna bilarna |
| det gröna äpplet | de gröna äpplena |
| den gröne mannen | de gröna männen  |

Außerdem enden Adjektive immer auf -a in folgenden Fällen:
Nach allen Possessivpronomen (min, din, hans etc.)
| min gröna bil   | mein grünes Auto  | mina gröna bilar | meine grünen Autos |
| mitt gula äpple | mein gelber Apfel | mina gula äpplen | meine gelben Äpfel |

Nach allen Genitivformen:
| Eriks fina bil     | Eriks schönes Auto      | Perssons fina bilar   | Perssons schöne Autos  |
| Pojkens gula äpple | des Jungen gelber Apfel | Flickornas röda rosor | der Mädchen rote Rosen |

Irreguläre Formen finden sich bei liten („klein“) und gammal („alt“):
|        | Unbestimmte Form                                | Bestimmte Form                                   |
| ------ | ----------------------------------------------- | ------------------------------------------------ |
| liten  | en liten flicka ett litet hus flera små barn    | den lilla flickan det lilla huset de små barnen  |
| gammal | en gammal bil ett gammalt hus flera gamla bilar | den gamla bilen det gamla huset de gamla bilarna |

Innere Beugung
Einige zusammengesetzte Adjektive zeigen innere Beugung. Hier müssen nur der erste oder beide Teile des Adjektivs gebeugt werden.
Das häufigste Beispiel ist varannan („jeder/jedes zweite“): Varannan dag (Utrum), vartannat år (Neutrum).
Andere Beispiele sind ingendera/ingetdera („keiner/keines von beiden“) und varenda/vartenda („jeder/jedes einzelne“).
Prädikative Verwendung
- Das Auto ist rostig. Bilen är rostig.
- Die Autos sind rostig. Bilarna är rostiga.

Adverbiale Verwendung
- Froh ging er in die Stadt. Glad gick han till stan.
- Froh gingen sie in die Stadt. Glada gick de till stan.

##### Komparation
Das Schwedische kennt in der Komparation die gleichen Stufen wie die deutsche Sprache, also Positiv, Komparativ und Superlativ. Den Exzessiv mit „zu“ bildet die schwedische Sprache mit „för“. Man kann für die Komparation fünf Regelmäßigkeiten aufstellen:
| Typus | Positiv                                            | Komparativ                                         | Superlativ                                     | Elativ                                                                         |
| ----- | -------------------------------------------------- | -------------------------------------------------- | ---------------------------------------------- | ------------------------------------------------------------------------------ |
| A     | glad                                               | gladare                                            | gladast                                        | för glad                                                                       |
| B     | enkel, vacker                                      | enklare, vackrare                                  | enklast, vackrast                              | för enkel, för vacker                                                          |
| C     | lång, stor, ung, tung, få, låg, hög                | längre, större, yngre, tyngre, färre, lägre, högre | längst, störst, yngst, tyngst, –, lägst, högst | för lång, för stor, för ung, för tung, för få, för låg, för hög                |
| D     | gammal, god/bra, dålig, illa, liten, mycket, många | äldre, bättre, sämre, värre, mindre, mer, fler     | äldst, bäst, sämst, värst, minst, mest, flest  | för gammal, för god/bra, för dålig, för illa, för liten, för mycket, för många |
| E     | intresserad, obegriplig                            | mer intresserad, mer obegriplig                    | mest intresserad, mest obegriplig              | för intresserad, för obegriplig                                                |

- zu Typus A gehört die große Mehrheit der Adjektive; die Suffixe sind -are und -ast.
- zu Typus B gehören die Adjektive auf -el, -en und -er, die alle ihr unbetontes -e- im Komparativ und Superlativ verlieren.
- Typus C fasst die Formen zusammen, die mit den Suffixen -re und -st gebildet werden. Im Komparativ und Superlativ tritt Umlaut auf.
- Typus D fasst die irregulären Formen zusammen (god wird allerdings regelmäßig, also godare, godast, gesteigert, wenn es im Sinne von „wohlschmeckend“ gebraucht wird: Det här var den godaste chokladen jag har smakat).
- zu Typus E gehören die vielsilbigen Adjektive, die mit mer („mehr“) und mest („meist-“) gesteigert werden. Dazu gehören auch die Adjektivformen der Verben, die aus dem Partizip Präsens und dem Partizip Perfekt gebildet werden.

Bestimmte Form des Superlativs
Auch für den Superlativ gibt es eine bestimmte Form; sie endet auf -e.

Das ist der wärmste Mantel. – Det är den varmaste kappan.
Ausnahme:
Die unregelmäßigen Adjektive der Gruppen C und D erhalten die Endung -a.

Per ist der älteste. – Per är den äldsta.

Stockholm ist Schwedens größte Stadt. – Stockholm är Sveriges största stad.
Anwendung der Komparation
Ich bin so groß wie mein Bruder. – Jag är lika stor som min bror.

Ich bin größer als mein Bruder. – Jag är större än min bror.

Er ist am größten. – Han är störst.

Er ist der Größte. – Han är den störste.

#### Adverbien
Das häufigste Adverb der schwedischen Sprache ist mycket (sehr, viel). Wird ein Adjektiv adverbiell verwendet, erhält es die Endung -t (im Gegensatz zum Deutschen, wo die unflektierte Form des Adjektivs verwendet wird).
Adjektiv: Lena är vänlig. (Lena ist freundlich)

Adverb: Lena svarar vänligt. (Lena antwortet freundlich)

Doppeltes Adverb: Lena svarar mycket vänligt. (Lena antwortet sehr freundlich)

#### Zahlwörter

##### Grundzahlen (Kardinalzahlen)
| 0 – noll |              |              |
| 1 – ett  | 11 – elva    | 10 – tio     |
| 2 – två  | 12 – tolv    | 20 – tjugo   |
| 3 – tre  | 13 – tretton | 30 – trettio |
| 4 – fyra | 14 – fjorton | 40 – fyrtio  |
| 5 – fem  | 15 – femton  | 50 – femtio  |
| 6 – sex  | 16 – sexton  | 60 – sextio  |
| 7 – sju  | 17 – sjutton | 70 – sjuttio |
| 8 – åtta | 18 – arton   | 80 – åttio   |
| 9 – nio  | 19 – nitton  | 90 – nittio  |
|          |              | 100 – hundra |
|          |              | 1000 – tusen |

Die Einerstelle wird ab 20 ohne Leerzeichen an die Zehnerstelle angefügt:

21 = tjugoett, 32 = trettiotvå, 57 = femtiosju.

Das -o der Zehnerzahlen von 30 bis 90 (sowohl in trettio wie auch in den Zusammensetzungen trettioett usw.) ist in der Umgangssprache stumm. Die Zahlen 21–29 werden häufig tjuett, tjutvå usw. ausgesprochen.

##### Ordnungszahlen (Ordinalzahlen)
Die Ordinalzahlen von 1 und 2 sind ganz unregelmäßig: första „erste(r/s)“, andra „zweite(r/s)“. Die weiteren werden, wie in allen germanischen Sprachen, durch das Anhängen eines Dentalsuffixes (im Schwedischen -t, -d; gefolgt von der Endung -e) gebildet, wobei zahlreiche kleinere und größere Irregularitäten auftreten. Bei den Kardinalzahlen, die auf Vokal ausgehen, wird bei 7. bis 10. sowie, ausgehend von letzterem, bei 20. bis 90. vor den Dental ein n eingeschoben.
| 0. – –       |                 |                  |
| 1. – första  | 11. – elfte     | 10. – tionde     |
| 2. – andra   | 12. – tolfte    | 20. – tjugonde   |
| 3. – tredje  | 13. – trettonde | 30. – trettionde |
| 4. – fjärde  | 14. – fjortonde | 40. – fyrtionde  |
| 5. – femte   | 15. – femtonde  | 50. – femtionde  |
| 6. – sjätte  | 16. – sextonde  | 60. – sextionde  |
| 7. – sjunde  | 17. – sjuttonde | 70. – sjuttionde |
| 8. – åttonde | 18. – artonde   | 80. – åttionde   |
| 9. – nionde  | 19. – nittonde  | 90. – nittionde  |
|              |                 | 100. – hundrade  |
|              |                 | 1000. – tusende  |

##### Stückzahlen
ett dussin „ein Dutzend, zwölf Stück“
ett tjog „zwanzig Stück“
ett gross „ein Gros, 144 Stück“
ett ris „500 Blatt (Papier)“

### Syntax

#### Allgemein
Als germanische Sprache weist die schwedische Sprache Ähnlichkeiten sowohl mit der deutschen als auch mit der englischen Syntax auf. Sie hat, wie alle nordgermanischen Sprachen, eine Grundwortstellung Subjekt-Prädikat-Objekt, zu der im Hauptsatz eine Verb-Zweit-Regel hinzukommt. Das Schwedische hat also mit dem Deutschen gemeinsam, dass der Hauptsatz mit einem beliebigen Satzteil beginnen kann und das finite Verb an zweiter Position folgt (d. h. beide Sprachen sind Verbzweit-Sprachen); die Wortstellung im Satzinneren und in Nebensätzen hingegen ist im Schwedischen anders als im Deutschen.

#### Der Schwedische Hauptsatz in einem Feldermodell
Traditionell wird die Wortstellung des Schwedischen mithilfe eines Feldermodells (das in dieser Form auf Paul Diderichsen zurückgeht) wie in folgender Übersicht dargestellt. Die Position, die hier Fundament heißt, entspricht dem deutschen Vorfeld, die Positionen Verb(1) und Verb(2) entsprechen der Satzklammer des Deutschen, nur dass der zweite Teil des Prädikats schon vor dem Objekt kommt. Einheiten, die im Fundament (Vorfeld) stehen, fehlen dann an ihrer Grundposition im Satzinneren (dies gilt auch für das Subjekt). Die obligatorische Besetzung von Fundament und Verb(1) im Hauptsatz ist genau das, was als das Verbzweit-Phänomen bezeichnet wird; der danach folgende Bereich ist der, der als Subjekt-Prädikat-Objekt-Stellung bezeichnet wird.
| Funda- ment  | Verb (1) | Sub- jekt | Satz- adverbial | Verb (2) | Objekt    | Art und Weise | Ort      | Zeit         |
| ------------ | -------- | --------- | --------------- | -------- | --------- | ------------- | -------- | ------------ |
| Jag          | läser    |           | inte            |          | en bok    |               | i parken | idag         |
| Jag          | ska      |           | inte            | läsa     | en bok    |               | i parken | idag         |
| Idag         | ska      | jag       | inte            | läsa     | en bok    |               | i parken |              |
| Idag         | har      | jag       | inte            | läst     | en bok    |               | i parken |              |
| Jag          | läser    |           |                 |          | boken     | tyst          |          | idag         |
| Jag          | äter     |           | alltid          |          | en fralla |               |          | till frukost |
| Till frukost | äter     | jag       |                 |          | en fralla |               |          |              |
| Vad          | heter    | du        |                 |          |           |               |          |              |

#### Nebensätze
Nebensätze können mit Konjunktionen eingeleitet werden, z. B. att („dass“) (geschrieben ohne vorangehendes Komma). In Nebensätzen steht das Satzadverbial immer vor dem Verb bzw. den Verben und unmittelbar nach dem Subjekt. Anders gesagt, alle Verben stehen im Nebensatz in der Position 2 des Feldermodells (analog dazu, dass sie im Deutschen dann am Satzende stehen, wo die deutsche „Position 2“ sich befindet). Nebensätze sind also typischerweise keine Verbzweitsätze. Dieser Unterschied kann auch anhand der Negation demonstriert werden: Die Verneinung eines Satzes wird meistens durch das Wort inte ausgedrückt, und dieses steht im Hauptsatz (Verbzweitsatz) nach dem finiten Verb:
| Jag heter Sven.      | Ich heiße Sven.       |
| Jag heter inte Sven. | Ich heiße nicht Sven. |

Da im Nebensatz das finite Verb aber eine Position weiter innen im Satz einnimmt, erscheint die Negation im Nebensatz nun davor:
| Alla vet att jag inte heter Sven.                   | Alle wissen, dass ich nicht Sven heiße.                      |
| Han svarade att han inte skulle komma hem tidigare. | Er antwortete, dass er nicht früher nach Hause kommen würde. |

#### Fragesätze
Ja/nein-Fragen haben genauso wie im Deutschen die Form eines Verb-Erst-Satzes. Hierbei bleibt einfach das Fundament unbesetzt, alle Satzteile folgen also nach dem finiten Verb. Bei Fragen, die nicht mit Ja oder Nein zu beantworten sind, wird ein Fragewort vorangestellt. Das Fragewort muss also im Fundament erscheinen, z. B.: Vad har du läst idag?
| Funda- ment | Verb (1) | Subjekt | Satz- adverbial | Verb (2) | Objekt    | Art+ Weise | Ort | Zeit   |
| ----------- | -------- | ------- | --------------- | -------- | --------- | ---------- | --- | ------ |
| –           | Har      | du      | inte            | läst     | tidningen |            |     | idag ? |
| Vad         | har      | du      |                 | läst     |           |            |     | idag ? |

(Deutsch: Hast du nicht Zeitung gelesen heute? / Was hast du gelesen heute?)

## Stilformen der schwedischen Sprache
Die schwedische Sprache ist eine Sprache mit kurzen Wörtern (die ähnlich wie im Deutschen zu zusammengesetzten Wörtern aneinandergefügt werden können), kurzen Sätzen und einfacher Grammatik. Sie wirkt im Aufbau ähnlich wie die englische Sprache. Damit gehen auch andere Stilformen einher.

### Das Futur „kommer att+ Infinitiv“
kommer att + Infinitiv hat eine ähnliche Bedeutung wie die Futurbildung durch skall + Infinitiv. Allerdings beschreibt kommer att ein Zukunftsereignis, das ohne den eigenen Einfluss geschehen wird oder eine schicksalhafte Dimension hat.
| Det kommer att regna   | Es wird (unabwendbar) regnen.         |
| Jag kommer att åka hem | Ich werde nach Hause fahren (müssen). |

In der mündlichen Sprache wird das att häufig ausgelassen und die Betonung stärker auf das ungebeugte Verb gesetzt: Jag kommer vara hemma imorgon. In der Schriftsprache gilt dies aber bislang nicht als korrekt.
| Du kommer springa dit! | Du wirst (gefälligst) dorthin gehen (müssen)! |

### Verkürzungen
In der mündlichen Sprache werden in manchen Fällen Silben oder Phoneme elidiert, was sich teilweise auch in der geschriebenen Sprache niederschlägt.
Durchgesetzt haben sich mehrere häufige Wörter
• o für och (dt. und)
• ska für skall (Hilfsverb zur Bildung des Futurs, entspr. dt. werden)
• sen für sedan (dt. seit, dann)
• kung für konung (dt. König)
Das Wort någon (dt. irgendein) und seine Neutrumform något (dt. etwas) und Pluralform några (dt. einige) können die Silbe go verlieren:
• nån, nåt, nåra
Das Gleiche gilt für zusammengesetzte Wörter, die mit någon beginnen, wie beispielsweise någonsin (dt. jemals).
Die Verbindung de wird in der zweiten (unbetonten) Silbe einiger Wörter oft weggelassen; die ursprüngliche Variante mit -de- gilt auch in der Schriftsprache mittlerweile oft als veraltet:
• far für fader (dt. Vater), mor für moder (dt. Mutter), bror für broder (dt. Bruder), stan für staden (dt. die Stadt), er für eder (dt. euer, euch), arton für aderton (dt. achtzehn)
Auch verschiedene Verben kennen Kurzformen:
• dra für draga (dt. ziehen), ta für taga (dt. nehmen). Entsprechendes gilt bei be für bedja (dt. bitten, beten), ge für giva (dt. geben) und bli für bliva (dt. werden, auch als Hilfsverb zum Ausdrücken des Passivs), wobei hier die Langformen nur noch sehr eingeschränkt verwendet werden.

### Verdopplung der bestimmten Form
Zur besonderen Betonung oder sehr genauen Bestimmung wird die bestimmte Form verdoppelt, indem ein den, det oder de vor das bestimmte Substantiv gestellt wird.
| Det är det huset                | Das ist (genau) das Haus.                     |
| Du är den kvinnan jag tänker på | Du bist die (einzige) Frau, an die ich denke. |

## Sprachbeispiel
Allgemeine Erklärung der Menschenrechte, Artikel 1:
”Alla människor är födda fria och lika i värdighet och rättigheter. De har utrustats med förnuft och samvete och bör handla gentemot varandra i en anda av gemenskap.”
(Alle Menschen sind frei und gleich an Würde und Rechten geboren. Sie wurden mit Vernunft und Gewissen ausgestattet und sollen einander im Geist der Gemeinschaft begegnen.)